# Pomnik konny Fryderyka Wielkiego
Pomnik konny Fryderyka Wielkiego (niem. Reiterstandbild Friedrichs des Großen) – pomnik, znajdujący się w Berlinie, w dzielnicy Mitte, na końcu wschodniej części alei Unter den Linden. Posąg, umieszczony na szczycie wysokiego, ozdobionego figurami i reliefami cokołu, przedstawia pruskiego króla Fryderyka II Wielkiego (ur. 1712, zm. 1786), dosiadającego konia.
Pomnik został zbudowany według projektu Christiana Daniela Raucha w latach 1840–1851 i był wzorem dla innych tego typu monumentów, wznoszonych w XIX wieku. Po II wojnie światowej, którą przetrwał bez zniszczeń, planowano przenieść pomnik do Parku Sanssouci w Poczdamie, ostatecznie wskutek uszkodzenia przez złomiarzy został rozebrany i umieszczony w częściach w magazynie. W 1962 roku pomnik zmontowano i ustawiono w pobliżu poczdamskiego Pałacu Charlottenhof. W 1980 roku z polecenia władz NRD, które w tamtym czasie dokonały zmiany polityki historycznej, monument został przywrócony blisko pierwotnego miejsca na Unter den Linden w Berlinie. Po zjednoczeniu Niemiec dokonano korekty położenia pomnika, a także poddano go gruntownej renowacji.

## Opis i lokalizacja

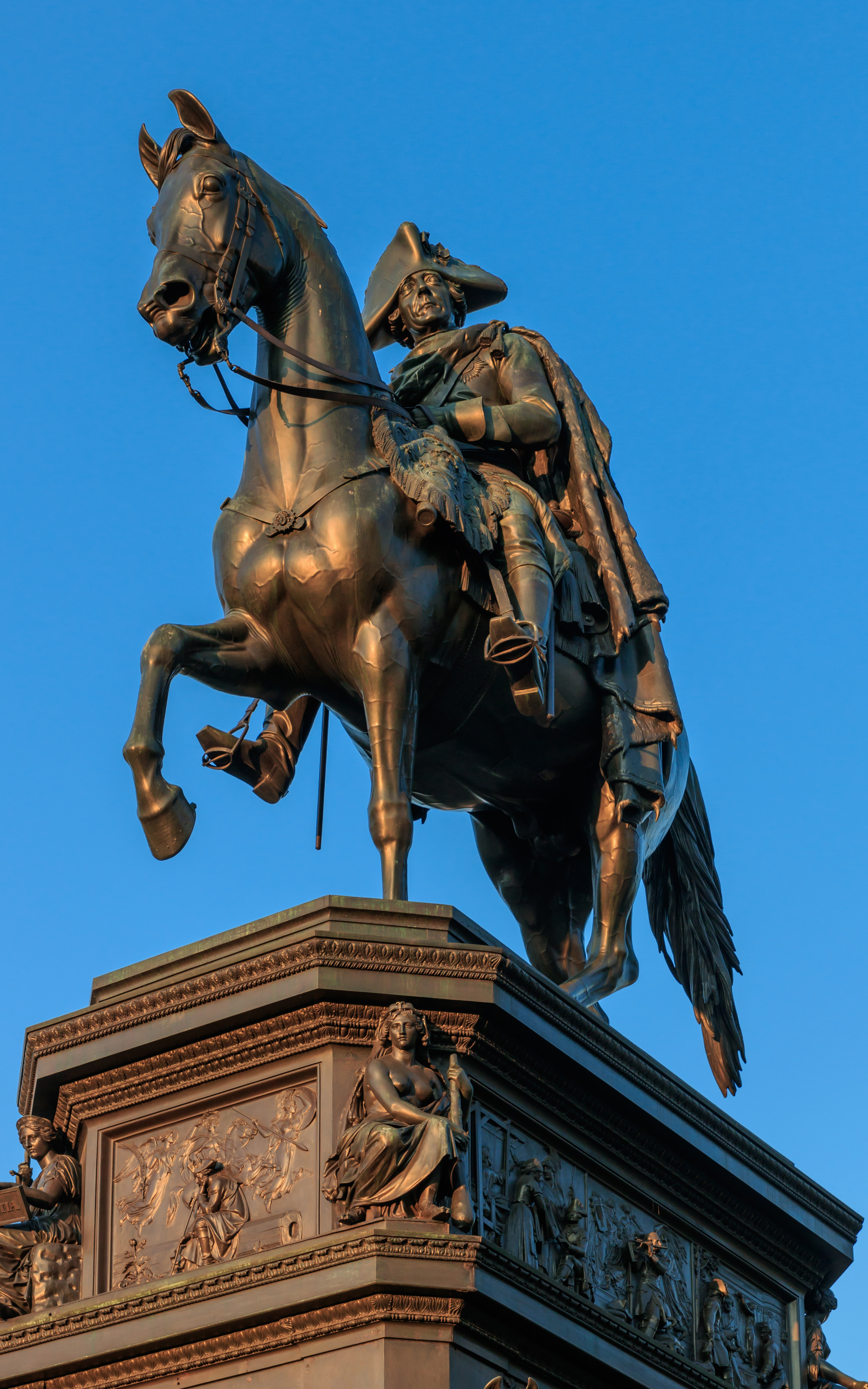
Posąg Fryderyka II Wielkiego siedzącego na koniu

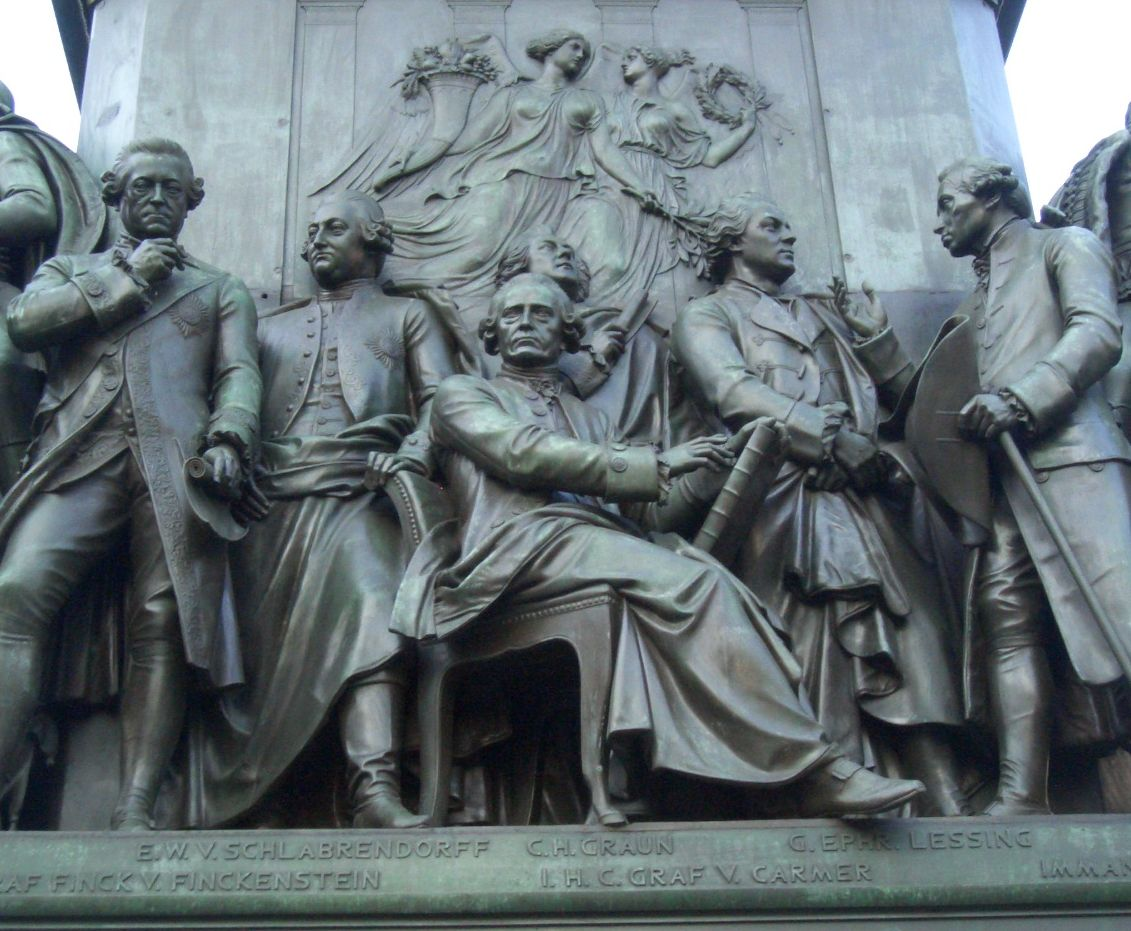
Figury ważnych, historycznych postaci ze środkowego segmentu cokołu; dwie z nich przedstawiają Immanuela Kanta (pierwsza z prawej) i Gottholda Ephraima Lessinga (druga z prawej)

Pomnik ma 13,5 m wysokości, z czego posąg Fryderyka II Wielkiego siedzącego na koniu mierzy 5,66 m, natomiast wysokość cokołu wynosi 7,84 m. Cokół składa się z dwóch elementów: granitowej podstawy oraz wykonanej z brązu wyższej części, podzielonej na trzy prostokątne segmenty, z których każdy zwieńczony jest przez lekko wystający gzyms. Na najniżej położonym segmencie umieszczone są tablice z napisami, z których ta z przedniej, wschodniej strony segmentu zawiera napis: Friedrich dem Großen / Friedrich Wilhelm III. / 1840 / vollendet unter Friedrich Wilhelm IV. 1851 (pol. „Fryderyk Wielki / Fryderyk Wilhelm III. / 1840 / ukończony za panowania Fryderyka Wilhelma IV. 1851”). Z kolei tablice z zachodniej, północnej i południowej strony zawierają nazwiska ważnych osobistości z otoczenia króla.
Środkowy segment otoczony jest przez 74 figury (21 z nich ma naturalną wielkość) ważnych ludzi z czasów władcy, w tym wybitnych dowódców, polityków, naukowców i artystów m.in. Immanuela Kanta i Gottholda Ephraima Lessinga. Najwyżej położony segment zawiera reliefy przedstawiające sceny z życia króla oraz figury symbolizujące cztery cnoty kardynalne umieszczone w jego narożnikach. Wykonany z brązu, posąg na cokole przedstawia Fryderyka II Wielkiego, który siedzi na koniu, ubrany w wojskowy, udekorowany odznaczeniami mundur, na który narzucony jest płaszcz z gronostajów. Władca na głowie ma charakterystyczny trójkątny kapelusz, lewą ręką trzyma wodze konia, natomiast w prawej ma kulę.
Pomnik położony jest na końcu wschodniej części Unter den Linden, na obszarze dawnego, królewskiego założenia urbanistycznego Forum Fridericianum. Tuż za pomnikiem zaczyna się rząd porastających zachodnią część alei lip. Pomnik otacza niskie, ozdobne ogrodzenie wykonane z kutego żelaza.

## Historia

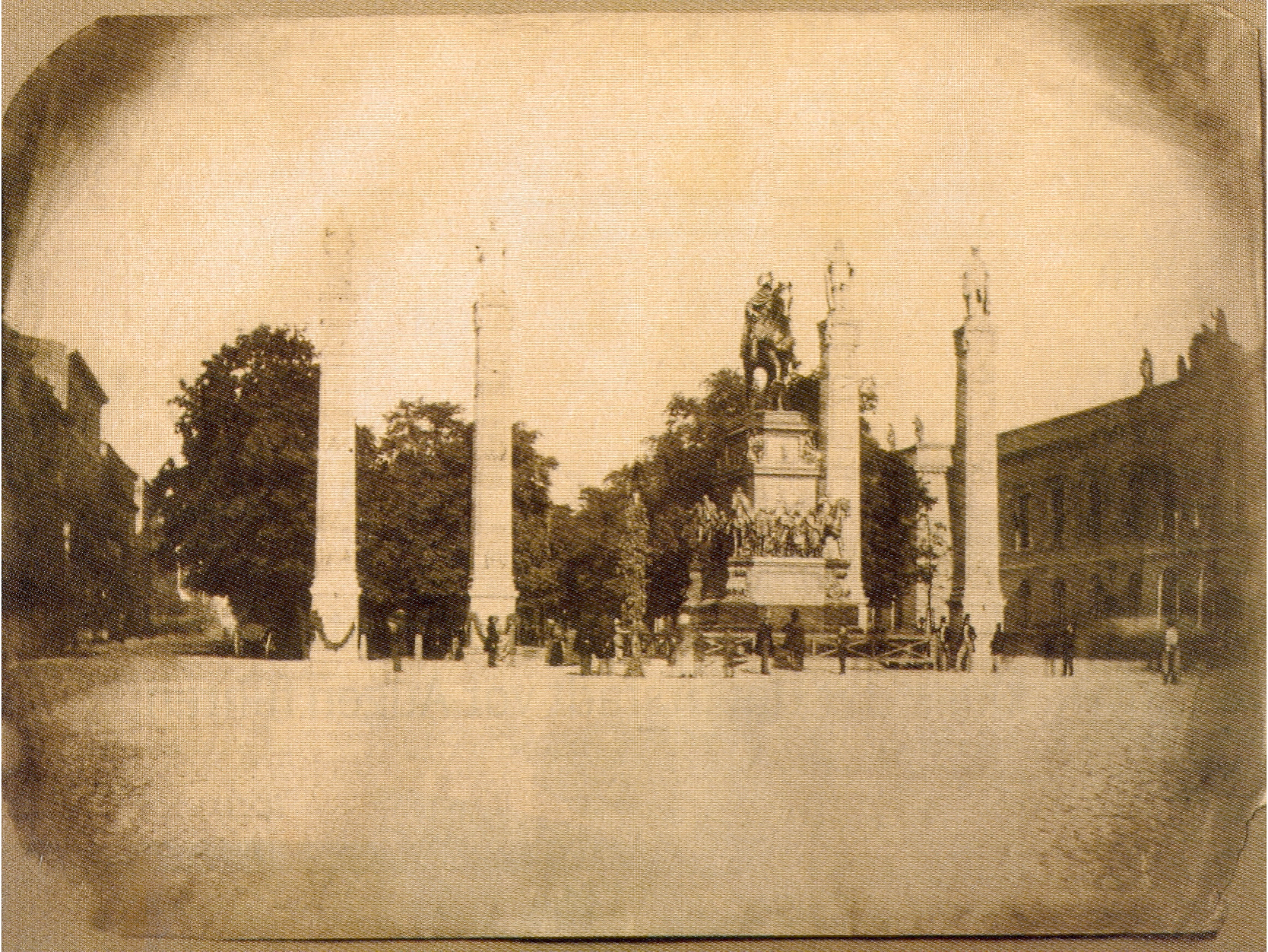
Pomnik podczas odsłonięcia 31 maja 1851 roku

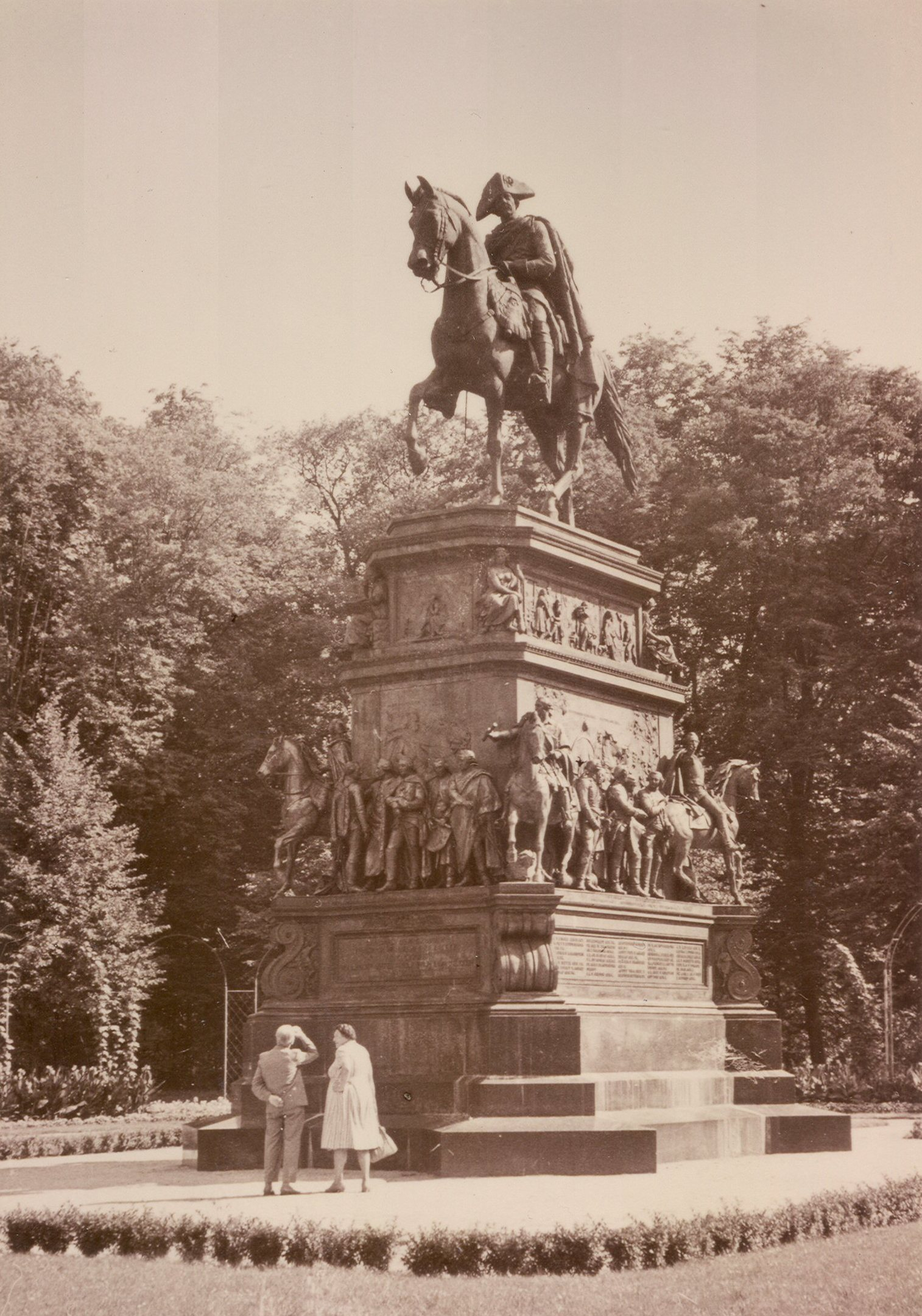
Pomnik na hipodromie przy Pałacu Charlottenhof około 1962 roku

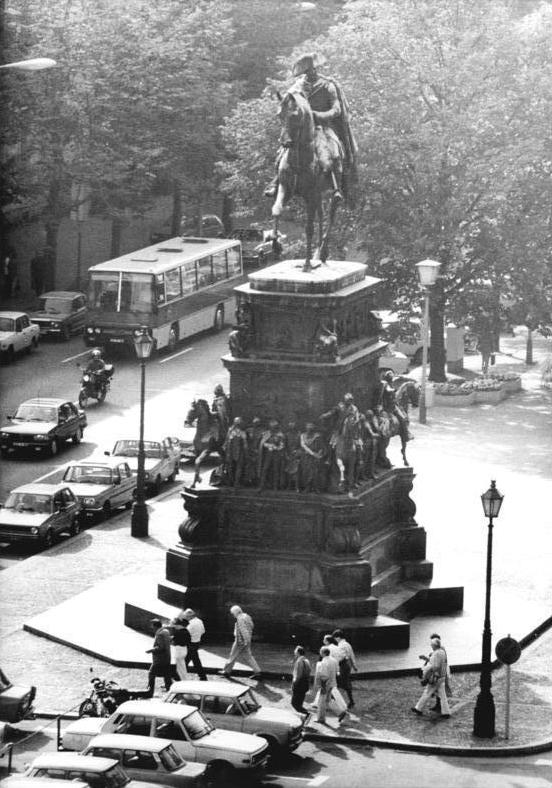
Pomnik na Unter den Linden we wrześniu 1989 roku

Budowa pomnika Fryderyka II Wielkiego została zlecona przez pruskiego króla Fryderyka Wilhelma III architektowi Christianowi Danielowi Rauchowi w 1839 roku. Rauch był najlepszym uczniem Johanna Gottfrieda Schadowa, który sam przymierzał się do zaprojektowania monumentu i który po poznaniu decyzji króla skomentował ją słowami: „Moja chwała poszła z dymem”. Kamień węgielny pod budowę pomnika został położony w 1840 roku. Pięć lat później, pod kierownictwem pochodzącego z Lauchhammer rzemieślnika Karla Ludwiga Friebela, odlany został konny posąg króla – Rauch projekt konia z posągu oparł na wyglądzie ulubionego wierzchowca Fryderyka II Wielkiego o imieniu Condé. Zmiany w projekcie cokołu pomnika spowodowały opóźnienie prac, przez co posąg został umieszczony na ukończonym cokole dopiero 18 maja 1851 roku. 31 maja tego roku, w 111. rocznicę wstąpienia na tron Fryderyka II Wielkiego pomnik został oficjalnie odsłonięty. Monument, będący jednym z najsłynniejszych dzieł Raucha stał się wzorem dla innych królewskich i książęcych pomników, budowanych w XIX wieku.
Podczas II wojny światowej pomnik został otoczony ochronną konstrukcją z betonowych płyt, dzięki czemu przetrwał działania wojenne bez zniszczeń. W maju 1950 roku magistrat Berlina Wschodniego podjął decyzję o przeniesieniu monumentu do parku przy pałacu Sanssouci w Poczdamie. Niedługo po zdemontowaniu ochronnej konstrukcji pomnik został uszkodzony przez złomiarzy, wskutek czego między 13 a 19 lipca 1950 roku monument rozebrano i w częściach umieszczono w magazynie. Przez następne lata rozważano przetopienie elementów pomnika, ostatecznie w 1962 roku pomnik został zmontowany i umieszczony na hipodromie przy Pałacu Charlottenhof w Poczdamie.
Przy końcu lat 70. XX wieku rząd NRD postanowił zmienić politykę historyczną, a w szczególności stosunek do pruskiego dziedzictwa. W 1979 roku ukazała się napisana przez wschodnioniemiecką historyk Ingrid Mittenzwei biografia Fryderyka II Wielkiego, w której autorka przedstawiła tabu króla i jego kraju z perspektywy niedoktrynalnego materializmu historycznego, pisząc o nim z niezwykłym uznaniem dla jego indywidualnych działań. Książka ta spotkała się z aprobatą generalnego sekretarza rządzącej NRD partii SED Ericha Honeckera, który w wywiadzie udzielonym brytyjskiemu wydawcy Robertowi Maxwellowi 26 sierpnia 1980 roku i opublikowanym później w gazecie „Neues Deutschland” chwalił ją, a także podkreślał, że przywrócenie w najbliższej przyszłości pomnika Fryderyka II Wielkiego w Berlinie byłoby zgodne z wizją świata i podejściem do historii jego środowiska politycznego. 30 listopada 1980 roku pomnik powrócił do Berlina, gdzie został ustawiony w odległości około sześciu metrów na wschód od swojego pierwotnego położenia na Unter den Linden.
Po zjednoczeniu Niemiec Senat Berlina podjął decyzję o gruntownej renowacji pomnika Fryderyka II Wielkiego. Senacki Zarząd Rozwoju Miasta (niem. Senatsverwaltung für Stadtentwicklung) zlecił wykonanie prac renowacyjnych firmie Betina Roß GmbH, zaś odpowiedzialna za współfinansowanie projektu Niemiecka Fundacja Ochrony Zabytków (niem. Deutsche Stiftung Denkmalschutz) przyznała na ten cel dotację w wysokości 1 miliona marek. Podczas robót trwających w latach 1997–2000 pomnik został przesunięty do pierwotnej, historycznej lokalizacji, ponadto dokonano dokładnej konserwacji wykonanych z brązu elementów i naprawy uszkodzeń powstałych w 1950 i w 1980 roku. Odtworzono także oryginalne ozdobne, żelazne, niskie ogrodzenie otaczające pomnik oraz historyczne latarnie w pobliżu pomnika. W 2006 roku pomnik został oczyszczony z zabrudzeń z farby i graffiti, a także pokryto go mającą zapobiegać tego typu zniszczeniom ochronną warstwą wosku.